# Jacek Wąsik
Jacek Wojciech Wąsik (ur. 1971) – polski naukowiec (specjalność biomechanika, biofizyka, fizyka sportów walki), Profesor nauk medycznych i nauk o zdrowiu dyscyplina nauki o kulturze fizycznej, Dyrektor Instytutu Nauk o Kulturze Fizycznej w Collegium Medicum im. Władysława Biegańskiego Uniwersytetu Jana Długosza w Częstochowie.

## Życiorys
W 1996 ukończył studia na kierunku fizyka w Wyższej Szkole Pedagogicznej w Częstochowie. 15 maja 2001 obronił pracę doktorską Efekty grawitacyjne w osmotycznym i dyfuzyjnym transporcie membranowym roztworów nieelektrolitów, 25 lutego 2014 habilitował się na podstawie oceny dorobku naukowego i pracy. Objął funkcję profesora nadzwyczajnego w Katedrze Nauk o Kulturze Fizycznej na Wydziale Nauk o Zdrowiu Uniwersytetu Humanistyczno-Przyrodniczego im. Jana Długosza w Częstochowie.
Piastował stanowisko dyrektora Instytutu Wychowania Fizycznego, Turystyki i Fizjoterapii na Wydziale Pedagogicznym Uniwersytetu Humanistyczno-Przyrodniczego im. Jana Długosza w Częstochowie.

## Publikacje
- 2000: The Volume of On-Electrolyte Solutions Across a Vertically Mounted Membranes in Double-Membrane System[2]
- 2005: Effects of Concentration Boundary Layers in a Diffusive Flows of Electrolyte Solutions Through Horizontal Mounted Polymeric Membrane[2]
- 2005: Effect of boundary layers in a diffusive flows of electrolyte solution through polymeric membrane[2]
- 2011: Kinematics and kinetics of taekwon-do side kick / Jacek Wąsik ; Institute of Physical Education. Jan Długosz University Częstochowa[1]
- 2013: Walka sportowa taekwon-do : podstawy rywalizacji i treningu[1]